# Carex oxyphylla
Carex oxyphylla är en halvgräsart som beskrevs av Adrien René Franchet. Carex oxyphylla ingår i släktet starrar, och familjen halvgräs. Inga underarter finns listade i Catalogue of Life.